# Marcia Mondiale delle Donne
La Marcia Mondiale delle Donne è una rete internazionale femminista di oltre 6000 associazioni presenti in più di 150 paesi che si propone di lottare contro l'omofobia, la diseguaglianza sociale, l'oppressione di genere, il razzismo, la violenza contro le donne e la guerra.

## Caratteristiche
La Marcia Mondiale delle Donne vede nella Globalizzazione Neoliberista e Patriarcale (vista come la nuova faccia dell'imperialismo) una delle cause dell'accentuazione dell'inuguaglianza di genere, del gap tra ricchi e poveri, tra paesi, popoli e territori creando o incrementando esclusione sociale, intolleranza odio e razzismo.
La Marcia Mondiale delle Donne si riconosce nel cosiddetto "movimento no global" e nelle istanze del Forum Sociale Mondiale di cui è parte integrante.

## Esponenti italiane (parziale)
- Lidia Cirillo
- Nadia De Mond